# Novaja zemlja
Novaja zemlja (rus. Новая Земля – Nova zemlja) otočje je sastavljeno od dva velika otoka i većeg broja malih otoka, a smješteno je u Arktičkom oceanu sjeverno od kopnene Rusije. 
Po upravnoj podjeli pripada Arhangelskoj oblasti.
Dva glavna otoka međusobno su odvojena prolazom Matočkin Šar. Sjeverni otok ima površinu od 48.904 km², a južni 33.275 km² dok je ukupna površina otočja oko 82.600 km². Novaja zemlja odvaja Barentsovo od Karskog mora.
Područje je vrlo brdovito, jer je geološki Novaja zemlja nastavak Uralskog gorja, a vrhovi planina dosežu visinu do 1070 metara. Otočje od kopnene Rusije razdvajaju Karska vrata. Na sjevernom otoku nalaze se brojni ledenjaci dok južni ima klimatske uvjete tundre. Prirodni izvori uključuju bakar, olovo i cink. Autohtono stanovništvo čini oko stotinu Neneca koji preživljavaju baveći se ribolovom i lovom na životinje.

## Povijest
Rusi su za Novaju Zemlju znali već u 11. ili 12. stoljeću kad su područje posjetili trgovci iz Novgoroda. Za zapadne Europljane otočje je bilo nepoznato sve dok ih potraga za sjevernom morskom rutom nije dovela do otkrića. Prvi je na otočje 1553. stigao Hugh Willoughby dok je Willem Barents 1596. kružio oko sjevernog područja i prezimio na istočnoj obali u blizini sjevernog kraja otočja. Tijekom tog putovanja mapirana je zapadna obala.
Na otočju je sredinom pedesetih godina 20. stoljeća konstruiran testni poligon za atomske pokuse i postojao je tijekom velikog dijela hladnog rata. Sastojao se od tri mjesta za testiranje – Čornaja Guba, Matočkin Šar i Suhoj Nos. Na posljednjem od njih je 1961. aktivirana car-bomba koja je proizvela rekordnu eksploziju od 50 megatona. Godine 1989. glasnost je pomogla javno obznaniti postojanje poligona i aktivnosti, a zadnji atomski pokus je izveden 1990.

## Vanjske poveznice
|  | Zajednički poslužitelj ima još gradiva o temi Novaja zemlja |